# عمار الخطيب
عمار الخطيب الاسم الحركي لناشط سوري من مدينة حمص وهو طبيب عمل في المشافي الميدانية في ريف حمص الشمالي  كما عمل  كناطق إعلامي  على القنوات حول أحداث الثورة السورية  منذ بدايتها. انضم إلى اتحاد شباب سورية من أجل الحرية وأصبح المسؤول الإعلامي  للاتحاد في مدينة حمص.
انتخب عضوا في الهيئة الإدارية للاتحاد وفي بداية عام 2013  تم انتخابه رئيسا وناطقا لاتحاد شباب سورية من أجل الحرية.